# 生駒将監
生駒 将監（いこま しょうげん、? - 寛永10年（1633年））は、安土桃山時代から江戸時代初期のにかけての武将。大名生駒家の家臣。妻は生駒一正の娘。子に生駒正種、佐藤久兵衞、娘（園池宗朝室、生駒一正養女）、娘（多賀源介室）。

## 概要
生駒正俊、高俊父子に首席家老として仕え、5071石を領する。
元和7年（1621年）に正俊が死去し、嫡男の高俊（小法師）が家督を継ぐと、藤堂高虎（正俊の室の実父）と高次父子が後見役となり、藤堂家家臣前野助左衛門と石崎若狭が生駒家の江戸詰の重臣とされた。しかし、将監は前野らと次第に対立し、前野らは高虎に将監の専横を進言した。高虎は当初、鵜呑みにしなかったが、将監は子の正種の正室に大和国郡山藩主水野勝成の娘をもらいたいと高虎に許しを得ようとした。大身の家臣の婚儀は江戸幕府の許可が必要なため、高虎はこれを怒って却下した。この一件により、進言は根拠があることと高虎は考えるようになり、将監の専横に対抗するため、後に前野らを家老に昇格させている。
寛永10年（1633年）に病死した。なお、前野らは次第に権勢を奮うようになり、将監の子の正種と対立し、生駒騒動へと発展していく。